# Mario Nuti
Mario Nuti (Firenze, 1923 – Firenze, 1996) è stato un pittore italiano.

## Biografia
Alla fine degli anni trenta frequenta, a Firenze, la Scuola d'Arte di Porta Romana.
Giovanissimo è influenzato dal novecentismo del concittadino Ottone Rosai, ma anche dal realismo visionario di Mario Sironi.
Negli anni del primo dopoguerra, dopo un periodo neocubista, è tra i fondatori dell'astrattismo classico.
Questo importante movimento andò formandosi nell'immediatezza della fine della seconda guerra mondiale, ma si consolidò promulgando comuni e chiari intendimenti nel 1950, anno in cui fu pubblicato a Firenze il Manifesto dell'astrattismo classico, firmato dai pittori Vinicio Berti, Bruno Brunetti, Alvaro Monnini, Gualtiero Nativi e appunto Mario Nuti.
Negli anni cinquanta Nuti si avvicina alla ceramica realizzando alcuni pezzi unici presso la manifattura ceramica "La Cava" di Lastra a Signa e successivamente, per un breve periodo, apre un laboratorio ceramico in società con il pittore Bruno Brunetti.
Negli anni sessanta le sue ceramiche sono caratterizzate da realizzazioni improntate ad una gestualità violenta che lacera e frantuma la materia.
Non semplice dal punto di vista artistico il contesto tradizionalista ad oltranza, quale quello fiorentino degli anni sessanta, settanta ed ottanta del novecento, contesto in cui Mario Nuti con evolutiva coerenza pittorica legata all'astrattismo ha operato. Ultime significative mostre retrospettive su questo artista si sono svolte a Prato nel 2007 e 2014; a Firenze nel 2019 con pubblicazione dei relativi cataloghi (vedere bibliografia).